# Axonolaimus villosus
Axonolaimus villosus is een rondwormensoort uit de familie van de Axonolaimidae. De wetenschappelijke naam van de soort is voor het eerst geldig gepubliceerd in 1922 door Skwarra.